# Sabri Çakir
Sabri Çakir ( Denizli, 1955) poeta turco–alemán. 
Se mudó a Alemania Occidental en 1978. Ha sido profesor de niños turcos en Gelsenkirchen. Çakir ha publicado en revistas turcas y alemanas.